# Клеулис (Удине)
Клеулис је насеље у Италији у округу Удине, региону Фурланија-Јулијска крајина.
Према процени из 2011. у насељу је живело 396 становника. Насеље се налази на надморској висини од 816 м.